# Mina (Iloilo)
Mina is een gemeente in de Filipijnse provincie Iloilo op het eiland Panay. Bij de laatste census in 2010 telde de gemeente bijna 22 duizend inwoners.

## Geografie

### Bestuurlijke indeling
Mina is onderverdeeld in de volgende 22 barangays:
| - Abat - Agmanaphao - Amiroy - Badiangan - Bangac - Cabalabaguan - Capul-an - Dala - Guibuangan - Janipa-an West - Janipa-an East | - Mina East - Mina West - Nasirum - Naumuan - Singay - Talibong Grande - Talibong Pequeño - Tipolo - Tolarucan - Tumay - Yugot |

## Demografie
Mina  had bij de census van 2010 een inwoneraantal van 21.785 mensen. Dit waren 1.976 mensen (10,0%) meer dan bij de vorige census van 2007. Ten opzichte van de census van 2000 was het aantal inwoners gegroeid met 3.689 mensen (20,4%). De gemiddelde jaarlijkse groei in die periode kwam daarmee uit op 1,87%, hetgeen vrijwel identiek was aan het landelijk jaarlijks gemiddelde over deze periode (1,90%).

De bevolkingsdichtheid van Mina  was ten tijde van de laatste census, met 21.785 inwoners op 43,4 km², 502 mensen per km².